# 2025 na televisão brasileira
A seguir há uma lista de eventos relacionados à televisão brasileira em 2025. Os eventos listados incluem estreias, cancelamentos e finais de programas de televisão; lançamento, encerramento e rebrandings de canais; estações locais mudando de afiliação de rede; e informações sobre controvérsias e disputas de carregamento.

## Eventos notáveis

### Janeiro
| Data    | Evento |
| ------- | --- |
| 5       | A TNT transmite a 82.ª edição dos Prêmios Globo de Ouro. |
| 6       | No SBT, Márcia Dantas deixa a apresentação do Primeiro Impacto. |
| 8       | A TKO Group Holdings, responsável pela venda dos direitos de transmissão do Ultimate Fighting Championship (UFC), anunciou a recisão do contrato com o Grupo Bandeirantes de Comunicação (Band e BandSports) pelas transmissões dos torneios da principal modalidade de MMA, visando centralizar as coberturas das preliminares e lutas finais no streaming devido ao crescimento de público. |
| 10—22/2 | O SBT e a Band transmitem o Festival Verão Maior Paraná. |
| 10      | O Multishow e o Globoplay transmitem o show de lançamento da turnê "Não Sou Santo, Mas Não Sou Bandido", do cantor MC Cabelinho. A TV Globo exibiu os melhores momentos no dia 8 de fevereiro com o título "Show MC Cabelinho" e apresentação de Kenya Sade. |
| 12      | Na Record, Sérgio Aguiar deixa a apresentação do Domingo Espetacular. |
| 17      | Na Record, Luiz Bacci deixa a apresentação do Cidade Alerta. |
| 19      | Na Record, Roberto Cabrini assume a apresentação do Domingo Espetacular, substituindo Sérgio Aguiar. |
| 20      | Na Record, Reinaldo Gottino assume a apresentação do Cidade Alerta, substituindo Luiz Bacci. |
| 21      | O Grupo Norte de Comunicação, que é responsável pela TV Norte, com filiais no Acre, Amazonas, Rondônia, Roraima e Tocantins, todas afiliadas ao SBT, além da Band Roraima, adquiriu as concessões da TV Borborema, de Campina Grande, também afiliada ao SBT, e da TV Manaíra, afiliada à RedeTV! em João Pessoa, ambas no estado da Paraíba, após o Sistema Opinião de Comunicação decidir vender as duas emissoras para focar os investimentos na televisão apenas em Pernambuco e Alagoas. |
| 21      | O Grupo Bandeirantes de Comunicação decidiu realizar uma série de intervenções na Band Paraná, filial da Band no estado, após ser constatado um desvio de dinheiro referentes aos valores repassados pelo governo local em ocasião das transmissões dos shows do Verão Maior Paraná de 2024, causando diferenças entre o valor arrecadado no ano anterior com a cobertura e o acumulado da emissora durante os doze meses, ficando bastante abaixo das estimativas, ocasionando em um rombo financeiro nas contas do canal. Apontados como suspeitos, foram demitidos o diretor-geral Amado Osman e o jornalista Douglas Santucci. |
| 23      | Na RedeTV!, Beatriz Bulla assume a apresentação do É Notícia, substituindo Kennedy Alencar. |
| 23      | Durante o programa Mulheres, da TV Gazeta, houve uma falha técnica, deixando escapar um forte ruído no áudio dos apresentadores tirando a emissora do ar por alguns minutos, passando a exibir VTs pré-gravados e algumas chamadas em loop enquanto a situação era resolvida, durando aproximadamente 50 minutos, quando o programa voltou ao ar com a apresentadora Regiane Tápias esclarecendo o ocorrido. Segundo o canal, uma das mesas de áudio havia queimado ao vivo, prejudicando o andamento da atração. |
| 24      | Uma equipe de reportagem do SBT Rio, filial do SBT na região fluminense, quase foi atingida por um tiro de raspão durante a cobertura de uma operação policial no Complexo do Alemão, localizado na Zona Norte do Rio de Janeiro. Pelo SBT, foi possível ouvir o barulho dos disparos através do microfone, deixando a apresentadora Isabele Benito bastante preocupada na cobertura através do telejornal SBT Rio, enquanto que as imagens do momento em que o disparo se aproxima do repórter Jackson Silva e do cinegrafista Pedro Motta foram registradas pela Record Rio e exibidas ao vivo no Balanço Geral RJ. |
| 30      | A TV Globo anunciou a demissão de Rodrigo Bocardi após 25 anos consecutivos na emissora por conta de denúncias envolvendo assédio moral, além de ter participado de um evento em novembro de 2024 organizado pelo então prefeito de Mongaguá, Paulo Wiazowski Filho (PP), e por suposto envolvimento com parlamentares do Podemos, através da produtora Digital 720, de onde é sócio junto com a esposa, Ana Cláudia Bernardino Bocardi, e a mesma aparece entre os beneficiados do Programa Emergencial de Retomada do Setor de Eventos (PERSE), criado em 2021 pelo então Presidente da República, Jair Bolsonaro (à epoca, sem partido), economizando um montante de 317 729 reais em impostos, com o casal também sendo sócio de duas empresas: a Diglog Produções e a Free Live Editora, que não entraram no benefício do governo federal. A Globo, em uma nota enviada à imprensa, anunciou que o desligamento de Bocardi se deve por descumprimento das normas éticas do Jornalismo da emissora e que não comentaria assuntos do compliance. O jornalista foi substituído interinamente por Sabina Simonato no Bom Dia São Paulo, que depois foi mantida definitivamente no comando após o telejornal mostrar uma melhora nos números de audiência. |
| 31      | O Grupo Globo (TV Globo, SporTV e Premiere) anuncia a renovação total dos direitos de transmissão do Campeonato Brasileiro de Futebol pela primeira divisão após fechar a compra do pacote B2 da Liga Forte União do Futebol Brasileiro (LFU), representada pelos clubes Corinthians, Vasco da Gama, Internacional, Fluminense, Cruzeiro, Botafogo, Cuiabá, Fortaleza, Athletico Paranaense, Goiás, Juventude, América Mineiro, CRB, Avaí, Chapecoense, Ceará, Criciúma, CSA, Figueirense, Londrina, Náutico, Sport, Operário-PR, Tombense e Vila Nova. Os clubes terão os jogos exibidos de maneira exclusiva nas três mídias enquanto forem mandantes, sendo amparados pela Lei 14.205/21, cobrindo quatro por rodada, enquanto que um jogo é exclusivo do Prime Video e outro do consórcio Record e CazéTV, sendo permitida a transmissão apenas pelo pay-per-view no último. Com isso, o conglomerado carioca passa a ter acordo com as duas ligas brasileiras (LIBRA e LFU) pelo quienio 2025-2029. |

### Fevereiro
| Data   | Evento |
| ------ | --- |
| 1.º    | Na TV Globo, o Pequenas Empresas & Grandes Negócios passa a ser exibido aos sábados. |
| 2      | A TV Globo exibe os melhores momentos do Planeta Atlântida. |
| 2      | A TNT transmite a 67.ª edição do Grammy Awards. |
| 3      | Durante a exibição do Conexão na Times Brasil, o teto do principal estúdio da emissora desabou em meio as fortes chuvas que caíam em São Paulo. O som do estrondo acabou indo ao ar enquanto o apresentador Marcelo Favalli comandava o telejornal da estação. Imediatamente, o canal retirou o programa do ar enquanto toda a correria era transmitida ao vivo e substituiu o restante da programação com reprises e programas pré-gravados, já que parte das instalações foram atingidas pela chuva, voltando ao normal no dia seguinte (4). |
| 4      | A TV Tambaú, emissora afiliada ao SBT em João Pessoa, na Paraíba, teve o sinal interrompido após uma queda de raio na torre de transmissão do canal, tirando a estação do ar durante um bom tempo. O sinal só foi restabelecido por volta das 15 horas. |
| 6      | A TV Ponta Negra, afiliada ao SBT em Natal, no Rio Grande do Norte, teve o sinal interrompido após uma queda de raio na torre de transmissão do canal, tirando a estação do ar durante o final da tarde e início da noite. A emissora só teve as transmissões restabelecidas por volta das 19h45. É o segundo caso de queda de sinal por conta das fortes chuvas na região nordeste, uma vez que dois dias antes, a TV Tambaú também passou pela mesma situação. |
| 7      | A TNT transmite a 30.ª edição dos Prêmios Critics' Choice Movie. |
| 11     | Na TV Gazeta, Regiane Tápias deixa a apresentação do Mulheres. |
| 11     | A Mileto Tecnologia adquiriu a base de assinantes e as operações da Oi TV em televisão via satélite (DTH) e IPTV por R$30 milhões através de um leilão, sendo o único interessado na compra do serviço da operadora Oi, que desde 2016 enfrenta um processo de recuperação judicial. |
| 12     | Na TV Gazeta, Camila Galetti assume a apresentação do Mulheres, substituindo Regiane Tápias. |
| 16     | A TNT transmite a 78.ª edição dos Prêmios da Academia Britânica de Cinema. |
| 18     | Um incêndio de grandes proporções atingiu um dos galpões na cidade cenográfica da futura telenovela das sete, Dona de Mim, além de parte dos cenários da próxima novela das seis, Êta Mundo Melhor!, e da sitcom Tô de Graça nos Estúdios Globo, em Curicica, no Rio de Janeiro. Apesar do ocorrido, três brigadistas do corpo de bombeiros ficaram feridos, sendo imediatamente atendidos. Tanto o cenário de Dona de Mim como o de Êta Mundo Melhor! ainda estavam em fase final de construção, ou seja, sem uso naquele momento, não havendo vítimas entre os funcionários da TV Globo, além do cronograma das três produções estarem mantidos conforme o planejado, sem sofrer alterações e paralisação das gravações. |
| 20     | O repórter Bruno Assunção, do SBT Rio, filial fluminense do SBT, foi agredido por populares que estavam em frente à delegacia da Barra da Tijuca, na Zona Oeste carioca, durante uma entrada ao vivo no Fofocalizando na cobertura da prisão do cantor Oruam na tarde do mesmo dia. Os apresentadores do programa lamentaram o ocorrido enquanto as cenas iam ao ar. |
| 21—22  | A TV Tribuna transmite os desfiles das escolas de samba do Grupo Especial de Santos. |
| 21—22  | A Rede Gazeta e TVE ES transmitem os desfiles das escolas de samba do Grupo Especial e de Acesso de Vitória. |
| 22     | A Rede Liberal transmite a 77.ª edição do concurso Rainha das Rainhas. |
| 22—5/3 | As emissoras de TV realizam a cobertura do Carnaval de 2025, sendo que: - A TV Globo exibe o Globeleza, com os desfiles das escolas de samba de São Paulo e Rio de Janeiro, o desfile dos blocos de Belo Horizonte na TV Globo Minas e o carnaval de Pernambuco na TV Globo Pernambuco. Flashs ao longo da programação e coberturas especiais são veiculadas sob o título Glô na Rua. A Rede Bahia cobre localmente o carnaval de Salvador no Bahia Folia; - O SBT exibe o SBT Folia, com a cobertura do carnaval de São Paulo, Rio de Janeiro e Salvador; - A Band exibe o Band Folia, com os desfiles das escolas de samba da Série Ouro do carnaval do Rio de Janeiro, além do carnaval de Salvador e de Pernambuco; - A RedeTV! exibe os Bastidores do Carnaval, cobrindo o carnaval de São Paulo e Rio de Janeiro; - A TV Brasil transmite os desfiles das escolas de samba dos Grupos de Acessos I e II de São Paulo e os carnavais de Salvador e Vitória; - A TV Cultura transmite os desfiles das escolas de samba do Grupo Especial de Bairros de São Paulo; - A TV A Crítica transmite os desfiles das escolas de samba do carnaval de Manaus. |
| 24     | Durante o Balanço Geral SP da Record São Paulo, emissora matriz da Record, o repórter Marcos Guimarães quase foi atingido com uma bomba de efeito moral enquanto cobria uma manifestação de moradores em Guarulhos, na Região Metropolitana de São Paulo. O jornalista acabou sentindo ao vivo os efeitos do artefato e a entrada precisou ser interrompida por conta disso. |
| 26     | O Grupo Bandeirantes de Comunicação (Band e BandSports) afastou o narrador Sérgio Maurício de suas transmissões esportivas após ele ter proferido comentários com teor transfóbico e racista contra a deputada federal Erika Hilton (PSOL-SP) na rede social X no dia 23 de fevereiro. Em uma entrevista ao jornal Folha de S. Paulo, Maurício disse que estaria tomando providências judiciais em relação ao uso de sua imagem e que a conta na rede social não era sua. Porém, em 2 de março, o narrador admitiu ter sido o autor do comentário e pediu desculpas a parlamentar. Essa também não foi a primeira vez que o jornalista esportivo se envolveu com polêmicas, uma vez que no dia 22 de maio de 2022, o mesmo fez um comentário de teor racista associando torcedores do Flamengo com moradores de favelas em um áudio vazado numa cobertura da Fórmula 1 e no dia 21 de setembro de 2024 quando disse que o piloto Lewis Hamilton havia "surfado" na onda do racismo após as críticas do presidente da FIA, Mohammed bin Sulayem, ao então único piloto negro da temporada 2024 da principal categoria de automobilismo. Sérgio havia sido substituído por Ivan Bruno e Napoleão Almeida nas transmissões esportivas das emissoras da Bandeirantes. Por fim, no dia 12 de março, a Band decidiu recolocar Sérgio nas transmissões da Fórmula 1 por ordens de Johnny Saad. |
| 26     | A ESPN renovou os direitos de transmissão da Premier League e da Copa da Inglaterra pelo quadriênio 2025-2028. |
| 28—1/3 | A NDTV transmite os desfiles das escolas de samba do Grupo Especial de Florianópolis. |
| 28     | O repórter Josué Amador da InterTV Alto Litoral, afiliada da TV Globo na região de Cabo Frio, foi atingido por uma espuma disparada em um spray por foliões enquanto cobria a movimentação do Carnaval na cidade, além de ter o celular roubado no momento do incidente, com as imagens sendo capturadas e exibidas durante a edição local do RJ2. Apesar do ocorrido, o jornalista conseguiu recuperar o seu aparelho e a emissora repudiou o fato. |

### Março
| Data  | Evento |
| ----- | --- |
| 2     | A TV Globo (exceto para o Rio de Janeiro) e a TNT transmitem a 97.ª edição do Óscar. |
| 4     | O repórter Lisboa Júnior da TV Bahia, afiliada da TV Globo no estado, quase foi atingido por uma bala perdida enquanto entrava ao vivo através de um plantão jornalístico no intervalo comercial da telenovela Mania de Você, para cobrir um confronto entre policiais militares e membros de facção no bairro de Fazenda Coutos, em Salvador. O jornalista, junto com o cinegrafista, precisaram se abrigar em uma panificadora localizada no Subúrbio Ferroviário. Logo depois, o próprio gravou um vídeo em seu Instagram para tranquilizar o público e informou que a padaria local era a única aberta no momento do tiroteio. |
| 4     | A Rede Minas transmite os desfiles das escolas de samba de Belo Horizonte. |
| 5—8   | A Rede Amazônica e a TV A Crítica transmitem o Carnailha e o Carnaboi. |
| 7     | Na Band, Glenda Kozlowski e Rodrigo Alvarez deixam a apresentação do Melhor da Noite. |
| 8     | O Multishow transmite o Desfile das Campeãs das escolas de samba do Grupo Especial do Rio de Janeiro. |
| 8     | A TV Brasil transmite o Desfile das Campeãs das escolas de samba do Grupo Especial e dos Acessos I e II de São Paulo. |
| 9     | Na TV Globo, Bárbara Coelho deixa a apresentação do Esporte Espetacular, sendo substituída interinamente por Tiago Medeiros. |
| 10    | Na Record, Celso Freitas deixa a apresentação do Jornal da Record. |
| 11    | Na Record, Sérgio Aguiar assume a apresentação do Jornal da Record, substituindo Celso Freitas. |
| 12    | Na Band, Otaviano Costa e Pâmela Lucciola assumem a apresentação do Melhor da Noite, substituindo Rodrigo Alvarez e Glenda Kozlowski. |
| 14—15 | A TVE RS e a TV Brasil transmitem os desfiles das escolas de samba das séries Ouro e Prata de Porto Alegre. |
| 14—15 | A TV Cultura do Pará transmite os desfiles das escolas de samba de Belém. |
| 14    | Durante a edição principal do Jornal da Record, o apresentador Sérgio Aguiar teve uma rinite alérgica e foi substituído às pressas por Salcy Lima, dividindo a bancada com Christina Lemos. A jornalista explicou ao público o motivo da troca após a volta do intervalo, informando que o âncora retornaria na segunda-feira (17). |
| 19    | Durante a edição principal do Jornal da Record, uma falha na geração de textos do teleprompter acabou atrapalhando o andamento do telejornal enquanto os apresentadores Sérgio Aguiar e Christina Lemos chamavam a reportagem sobre o Caso Vitória Regina de Sousa, com a falha sendo perceptível pelo público. Ao mesmo tempo, na TV Globo durante o Jornal Nacional, a apresentadora Renata Vasconcellos passou por uma situação semelhante enquanto falava sobre a economia mundial, mas sem prejudicar a leitura da matéria, já que a jornalista estava com o auxílio de um tablet na bancada. |
| 20    | A ESPN renova os direitos de transmissão dos jogos da Associação de Tenistas Profissionais (ATP) pelo quienio 2025-2029. |
| 21    | O Grupo Globo (TV Globo e SporTV) e a TV Brasil renovaram os direitos de transmissão referentes à cobertura do Campeonato Brasileiro de Futebol Feminino - Série A1 pelo triênio 2025-2027. No caso da Globo, o contrato também engloba as transmissões de outras categorias de base feminina, além dos amistosos da seleção brasileira no mesmo período em todas as suas mídias. |
| 23    | Na TV Globo, Lucas Gutierrez deixa a apresentação do Esporte Espetacular. |
| 28—30 | O Multishow e o Bis transmitem a 12.ª edição do Lollapalooza Brasil. A TV Globo exibe os melhores momentos. |
| 30    | Na TV Globo, Fernando Fernandes e Karine Alves assumem a apresentação do Esporte Espetacular, substituindo Bárbara Coelho e Lucas Gutierrez. |
| 30    | Na Band, Glenda Kozlowski reassume a apresentação do Show do Esporte. |
| 31    | A The Walt Disney Company (ESPN e Disney+) adquiriu os direitos de transmissão da segunda divisão do Campeonato Brasileiro de Futebol para a televisão por assinatura e streaming, substituindo o SporTV e o Premiere, marcando a estreia do conglomerado nas coberturas desse evento através de negociações conjuntas entre a Liga do Futebol Brasileiro (LIBRA) e Liga Forte União do Futebol Brasileiro (LFU) pelo triênio 2025-2027. Além da ESPN, também compraram a competição: a RedeTV!, que volta a cobrir o evento após a última cobertura em 2017, substituindo a TV Globo, Band e a TV Brasil, o Desimpedidos e o Kwai, com os dois últimos fazendo a sua estreia na competição e substituindo o Canal GOAT. No dia 6 de junho, o canal Nosso Futebol também adquiriu a competição, com dois jogos por rodada em televisão fechada. |

### Abril
| Data  | Evento |
| ----- | --- |
| 2     | No SBT RS, emissora própria do SBT em Porto Alegre, Rio Grande do Sul um cinegrafista caiu em um buraco durante uma reportagem ao vivo em Gravataí acompanhada com a repórter Aline Schneider no que ela viu sendo assustada junto com os apresentadores e socorreu o cinegrafista. |
| 3     | A The Walt Disney Company (ESPN e Disney+) renovou os direitos de transmissão dos principais campeonatos organizados pela Confederação Asiática de Futebol (AFC) pelo quadriênio 2025-2028. |
| 7     | Na RedeTV!, Fernando Oliveira deixa a apresentação do TV Fama. |
| 8     | A ESPN afastou os jornalistas Dimas Coppede, Gian Oddi, Paulo Calçade, Pedro Ivo Almeida, Victor Birner e William Tavares após a realização do debate sobre a repercussão da denúncia da Revista Piauí sobre os escândalos de corrupção na Confederação Brasileira de Futebol (CBF) no programa Linha de Passe, exibido no dia anterior (7). Segundo informações da emissora, o canal não foi consultado sobre a matéria exclusiva do caso, além de ter sido procurado por membros da CBF. Por conta da polêmica, as edições do programa dos dias 8 e 9 foram apresentadas temporariamente por André Pilhal, André Kfouri, Breiler Pires, Eugênio Leal e Leonardo Bertozzi. A equipe original foi reintegrada à atração no dia 10. |
| 10    | A Band adquiriu os direitos de transmissão da terceira divisão do Campeonato Brasileiro de Futebol, realizando a cobertura de dois jogos por rodada de maneira regionalizada, marcando assim o retorno da competição em televisão aberta desde a última cobertura em 2022. O Nosso Futebol renovou o contrato para a TV por assinatura e pay-per-view. |
| 17    | A TV Globo exibe a quarta edição do Prêmio LED - Luz na Educação. |
| 18    | A TV Globo Pernambuco e as afiliadas da TV Globo no Nordeste e Norte exibem o especial da Paixão de Cristo de Nova Jerusalém. |
| 19    | Na Band, o repórter Igor Calian foi vítima de uma tentativa de furto na Avenida Brigadeiro Faria Lima, em São Paulo, enquanto se preparava para entrar ao vivo no Jornal da Band. As imagens foram capturadas e exibidas no telejornal, que mostrava o assaltante fugindo na rua enquanto o jornalista debochava dele. |
| 21—26 | A maior parte das redes de televisão, canais de notícias e religiosos (especificamente católicos) do Brasil cancelam ou alteram parte de suas programações regulares para providenciar cobertura jornalística sobre a morte do Papa Francisco, bem como o velório do pontífice e sua repercussão. |
| 23    | Na TV Globo, Mariano Boni deixa a direção de variedades e é substituído por Claudio Marques. |
| 28    | Na Band, Rodrigo Alvarez assume a apresentação do Bora Brasil e o programa ganha uma nova identidade visual. |

### Maio
| Data    | Evento |
| ------- | --- |
| 2       | No SBT, Datena deixa o comando do Tá na Hora. |
| 2       | No SBT, Dani Brandi deixa o comando do Primeiro Impacto. |
| 3       | A TV Globo, o Multishow e o Globoplay transmitem o show da cantora Lady Gaga, ao vivo da Praia de Copacabana, no Rio de Janeiro, pela segunda edição do mega evento Todo Mundo no Rio. |
| 3       | No SBT, Dani Brandi assume o comando do Tá na Hora, substituindo Datena. |
| 4       | O SBT exibe a 60.ª edição do Troféu Imprensa. |
| 5       | No SBT, o apresentador Gabriel Cartolano passou mal apresentando fortes dores no estômago enquanto comandava o Fofocalizando, deixando a atração às pressas, com o elenco justificando a sua saída posteriormente após a volta do intervalo. Em entrevista, Cartolano justificou que fez exames e que não foi encontrado nada grave. Gabriel voltaria ao programa no dia 12. |
| 6       | O Grupo Globo (TV Globo, SporTV e Globoplay) renova os direitos de transmissão de torneios de futebol ligados a FIFA, o que inclui a Copa do Mundo, Copa do Mundo de Futebol Feminino, Copa do Mundo de Clubes e outros torneios de base e profissional, para o sexénio 2025-2030. |
| 7—8     | A maior parte das redes de televisão, canais de notícias e religiosos (especificamente católicos) do Brasil cancelam ou alteram parte de suas programações regulares para providenciar cobertura jornalística sobre o conclave para definir a escolha do novo papa e sua repercussão. |
| 13      | A Rede Século 21 teve as suas atividades suspensas por tempo indeterminado após os funcionários entrarem em greve, substituindo todo o conteúdo inédito por reprises, além de interromper constantemente o sinal para pedidos de doação ao público. De acordo com o Sindicato dos Trabalhadores em Empresas de Radiodifusão e Televisão de São Paulo, a emissora deixou de arcar com os pagamentos dos salários dos colaboradores desde setembro de 2024, com eles chegando a receber com atrasos, suspendendo em março o oferecimento de convênio médico. Os funcionários também haviam entrado em greve no dia 11 de março, mas a encerraram no dia 13 após firmarem um acordo com a Associação do Senhor Jesus, mantedora do canal, que segundo o sindicato, não foi cumprido. Além disso, a organização afirmou que estaria em situação delicada com a queda de 35% no número de doações, sendo agravada pela Pandemia de COVID-19. Com a publicação das reportagens, o canal voltou a produzir gradativamente a sua programação normal e realizar transmissões ao vivo. |
| 19      | O Nosso Futebol é vendido para a agência africana Sporty Group, que passa a assumir todo o controle do canal brasileiro. |
| 21      | A TV SIM, emissora afiliada do SBT no Espírito Santo, adquire os direitos de transmissão dos desfiles das escolas de samba do Grupo Especial de Vitória para o ano de 2026, substituindo a Rede Gazeta, afiliada da TV Globo no estado. |
| 25      | A TV Globo exibe a 8.ª edição do prêmio Sim à Igualdade Racial, realizada em 7 de maio. |
| 26      | Durante o Alô Você, no SBT São Paulo, emissora própria e geradora do SBT, a repórter Aline Galdino foi alvo de ataques enquanto discutia com um zelador durante a cobertura de uma denúncia num edifício localizado em São Paulo. A jornalista, além de ser alvo de ameaças, foi atingida com água sendo lançada diretamente de uma garrafa de plástico pelo funcionário do local, com o caso sendo capturado pelo cinegrafista da emissora e transmitida no telejornal. |
| 29      | O apresentador Edinho Fernandes, da RFTV, foi abordado por um homem armado enquanto deixava as instalações da emissora em Campinas, no interior de São Paulo, sendo salvo por um segurança da estação, que o levou para dentro da sede, trancando o portão. O rapaz havia pedido para que o titular do Alerta Total não se comunicasse mais com uma moça chamada Fernanda em seu programa. Durante uma entrevista no dia seguinte (30) ao Tá no Ar Campinas, exibido no canal, Fernandes afirmou não ter conhecimento sobre a pessoa, além de ter desabafado em seguida. |
| 30—29/6 | As emissoras de TV na Região Nordeste e pelo país realizam a cobertura dos festejos da Festa Junina, sendo que: - A InterTV Cabugi realiza as transmissões do Derradeiros de Maio direto de Natal no dia 30 de maio, cobrindo também para os estados de Minas Gerais e Rio de Janeiro através da Rede InterTV. A TV Globo Pernambuco e as afiliadas da TV Globo na Região Nordeste exibem o especial São João do Nordeste nos dias 13 e 21 de junho. A emissora exibe nacionalmente o especial Destino: São João no dia 29, junto com os melhores momentos do Festival de Quadrilhas Juninas; - A TV Brasil e as emissoras afiliadas na Região Nordeste exibem o especial Arraiá Brasil durante o último final de semana de maio e nos finais de semana de junho, com a transmissão dos festejos de São João em Caruaru, Mossoró, Campina Grande, Petrolina, Aracaju, Salvador e Amargosa. - A Record Bahia, Record Bahia Itabuna e as afiliadas da Record na Região Nordeste exibem o especial São João do Nordeste durante os sábados do mês de junho direto de Sergipe, além de flashes ao vivo dos principais festejos em toda a região no dia 28; - O SBT exibe o especial Juninão SBT nos dias 21 e 28 de junho; - A Band exibe o festival Arraiá do Bem direto de Goiânia no dia 22 de junho. |

### Junho
| Data    | Evento |
| ------- | --- |
| 2       | A Band renova os direitos de transmissão dos desfiles das escolas de samba da Série Ouro do carnaval do Rio de Janeiro pelo triênio 2026-2028. |
| 4       | Um helicóptero da Record Rio, emissora própria da Record no Rio de Janeiro, foi atingindo por mais de 200 tiros enquanto sobrevoava as regiões de Cordovil, Parada de Lucas e Cidade Alta na Zona Norte carioca. Apesar do ocorrido, os tripulantes e o piloto saíram ilesos dos ataques e a Record emitiu uma nota destacando que "repudia a violência praticada contra jornalistas e profissionais de comunicação e continuará colaborando com as autoridades para apurar o ocorrido e garantir a segurança de todos os profissionais envolvidos”. O apresentador do Balanço Geral RJ, Tino Júnior, também se pronunciou a favor dos funcionários da emissora, além de exibir as imagens no programa. O Sindicato dos Jornalistas Profissionais do Município do Rio de Janeiro considerou o ato como "intimidação à imprensa". |
| 7       | Na RedeTV!, Augusto Xavier deixa a apresentação do RedeTV! News. |
| 9       | Na RedeTV!, o RedeTV! News ganha novo cenário, vinheta e grafismos. |
| 9       | No SBT, Macedão assume o comando do Tá na Hora, mas ficando apenas neste dia. |
| 11      | Na Band, Catia Fonseca deixa a apresentação do Melhor da Tarde. |
| 12      | Na Band, Pâmela Lucciola assume a apresentação do Melhor da Tarde, substituindo Catia Fonseca. |
| 13      | Na Record, Eduardo Ribeiro deixa a apresentação do Fala Brasil. |
| 13      | Na Record, Sérgio Aguiar deixa a apresentação do Jornal da Record. |
| 14—13/7 | A TV Globo, SporTV, DAZN e a CazéTV transmitem a Copa do Mundo de Clubes da FIFA de 2025. |
| 16      | Na Record, Paloma Poeta assume o comando do Fala Brasil, substituindo Eduardo Ribeiro. |
| 16      | Na Record, Eduardo Ribeiro assume o comando do Jornal da Record, substituindo Sérgio Aguiar. |
| 17      | A RedeTV! afastou o apresentador Nelson Rubens de suas funções após denúncias de assédio moral contra a produção do TV Fama, que acusou o jornalista de proferir ofensas contra os profissionais da área de switcher, com os casos sendo recorrentes na emissora. Durante esse período, o programa foi comandado somente por Leão Lobo e Flávia Noronha. Rubens voltaria ao programa no dia 23. |
| 24      | A TV Globo renova os direitos de transmissão dos desfiles das escolas de samba do Grupo Especial de São Paulo para o ano de 2026. |
| 27—29   | A TV A Crítica transmite a 58.ª edição do Festival Folclórico de Parintins. |
| 30      | Na TV Gazeta, o Jornal da Gazeta ganha novo cenário, vinheta e grafismos. |
| 30      | Conclusão da terceira etapa do desligamento do sinal analógico, iniciado em março de 2016, nos demais municípios que já fizeram a digitalização total dos canais de televisão, afetando 25 estados brasileiros. |

### Julho
| Data   | Evento |
| ------ | --- |
| 1.º    | A repórter Daniela Mazzei, da TV Aratu, afiliada do SBT na Bahia, foi atacada por um grupo de formiga-de-fogo-vermelha enquanto fazia um link ao vivo em uma estrada de acesso à Salvador durante o Alô Juca. A jornalista imediatamente retirou a bota e as meias com a ajuda de um cinegrafista no momento do ataque das formigas para passar álcool nos pés, visando aliviar os ferrões, enquanto o apresentador Marcelo Castro comentava o ocorrido de maneira humorada. Apesar do susto, Mazzei tranquilizou o público e também levou a situação na esportiva. |
| 1.º    | No SBT, Leo Dias deixa a apresentação do Fofocalizando. |
| 1.º    | O repórter Lucas Martins, da Band, e a jornalista Grace Abdou, da Record, se envolveram em uma confusão durante uma disputa pela entrevista de uma das familiares de duas meninas desaparecidas em Alumínio, interior de São Paulo. Em meio à entrada ao vivo transmitida pelas edições nacionais do Brasil Urgente e do Cidade Alerta, Martins empurrou Abdou no local que estavam as famílias e a equipe das duas emissoras e em seguida, os dois partiram para uma discussão que foi capturada pelas câmeras das duas estações. Em nota enviada à imprensa e lida por Reinaldo Gottino no Cidade Alerta, a Record lamentou o ocorrido e abriu um boletim de ocorrência contra Lucas e este se posicionou minutos depois se desculpando pelo ocorrido em outra entrada ao vivo do Brasil Urgente, além de ser advertido pela Band conforme o comunicado da emissora e afastado das reportagens externas. |
| 4      | Na Record, Mariana Godoy deixa a apresentação do Fala Brasil. |
| 4      | Na Record, Christina Lemos deixa a apresentação da edição principal do Jornal da Record. |
| 7      | Na Record, Luiz Fara Monteiro assume a apresentação do Fala Brasil, substituindo Mariana Godoy. |
| 7      | Na Record, Mariana Godoy assume a apresentação da edição principal do Jornal da Record, substituindo Christina Lemos, que vira comentarista de política do telejornal. |
| 7      | Na Record, Christina Lemos assume a apresentação da edição das 0h do Jornal da Record. |
| 10     | Um veículo de reportagem da Band foi atacado por manifestantes em Paraisópolis, na Zona Sul de São Paulo. Dentro da viatura da emissora, estavam um motorista particular, o repórter Rafael Batalha e um cinegrafista do canal e toda a ação foi transmitida ao vivo durante a exibição do Brasil Urgente. A equipe precisou deixar o local pela tensão vivida. |
| 11—2/8 | A TV Globo (apenas a final), TV Brasil e o SporTV transmitem a Copa América Feminina de 2025. |
| 11     | Na GloboNews, Nilson Klava deixa a apresentação do GloboNews Em Ponto. |
| 11     | O Grupo Globo (TV Globo, SporTV e Globoplay) acertou um novo contrato com a Liberty Media e adquiriu as transmissões da Fórmula 1 pelo triênio 2026-2028, marcando a volta da cobertura do principal torneio automobilístico do mundo após a última transmissão em 2020, substituindo o Grupo Bandeirantes de Comunicação (Band e BandSports). O conglomerado carioca chegou a negociar em 2024 uma reaquisição da competição após uma crise entre a Bandeirantes e a Liberty Media com o atraso no pagamento de uma das parcelas pelos direitos de transmissão em um acordo formado em 2023, chegando a soltar um mistério durante o Upfront 2025, mas o grupo negou a aquisição do torneio naquele momento, assim como a Band havia quitado as pendências deixadas. |
| 14     | Na GloboNews, Victor Boyadjian assume a apresentação do GloboNews Em Ponto, substituindo Nilson Klava. |
| 18     | Na Band, Rodrigo Alvarez deixa a apresentação do Bora Brasil. |
| 21—26  | Em virtude da morte de Preta Gil, várias emissoras prestaram homenagens a cantora em suas programações: - A TV Globo reexibiu as entrevistas de Preta no Conversa com Bial, exibidas originalmente nos dias 8 de dezembro de 2017 e 27 de agosto de 2024, além de uma edição dedicada a cantora no Altas Horas do dia 26; - O GNT reexibiu algumas edições dos programas com a participação de Gil como Bela Cozinha, transmitido originalmente no dia 16 de maio de 2020, Uma Senhora Panela, exibido originalmente no dia 6 de janeiro de 2023, Quem Não Pode Se Sacode, exibido originalmente no dia 23 de abril de 2024, Que História É Essa, Porchat?, exibido originalmente no dia 9 de julho de 2024, Superbonita, exibido originalmente no dia 3 de novembro de 2021, Angélica: 50 e Tanto, exibido originalmente no dia 25 de novembro de 2023, Papo de Segunda, exibido originalmente no dia 13 de abril de 2020 e Conversa com Bial, exibidos originalmente nos dias 8 de dezembro de 2017 e 27 de agosto de 2024; - O Multishow exibiu uma edição especial do TVZ reunindo os melhores momentos da cantora, junto com seus clipes e apresentações, além da reexibição do Música Boa Ao Vivo, exibido originalmente no dia 22 de setembro de 2021 e a participação de Gil no Lady Night, exibido originalmente no dia 31 de outubro de 2017; - O Canal Brasil reexibiu o especial Amigos, Sons e Palavras com a participação de Preta e Gilberto Gil, exibido originalmente no dia 23 de setembro de 2019; - A TV Cultura reexibiu a entrevista de Gil ao programa Roda Viva, transmitida originalmente no dia 4 de março de 2024; - A TV Brasil transmitiu uma edição especial do Sem Censura em homenagem a cantora. |
| 28     | Na Band, a repórter Clara Nery foi vítima de uma tentativa de furto na Rua Oliveira Fontes, em frente ao prédio da filial carioca do Grupo Bandeirantes de Comunicação, no Rio de Janeiro, enquanto se preparava para entrar ao vivo no Bora Brasil. As imagens foram capturadas por um cinegrafista e exibida no telejornal, que mostrava a repórter mexendo no celular enquanto o assaltante, que estava em uma moto, chega a puxar o aparelho, mas acaba derrubando no chão. |
| 29     | A Record News teve o sinal invadido no YouTube durante a exibição do News 19 Horas. O conteúdo exibido durante o momento da invasão eram trechos do vídeo The Wyoming Incident, se tratando apenas de uma simulação de transmissão desconhecida em emissoras norte-americanas durante as décadas de 80 e 90, trazendo a sequência numérica 333-333-333 sem um significado claro, com o vídeo sendo upado na plataforma citada apenas em 2006, sendo considerada uma creepypasta popular. A geração pirata durou aproximadamente dois minutos e, rapidamente, o sinal da emissora foi restabelecido. O caso não afetou o sinal terrestre do canal de notícias do Grupo Record, que seguiu com a programação normalmente. |

### Agosto
| Data | Evento |
| ---- | --- |
| 1.°  | A TV Tambaú, afiliada do SBT em João Pessoa, na Paraíba, é vendida para o Grupo Thathi de Comunicação, proprietário das emissoras TH+ TV, TH+ Band Litoral, TH+ Record Campinas, TH+ SBT Interior e TH+ SBT Vale. |
| 3    | A TV Globo exibe os melhores momentos do festival Capital Moto Week. |
| 4    | O SBT decide fechar pela terceira vez em sua história o setor de dramaturgia por cortes de gastos oriundos de uma reestruturação financeira nas contas do canal. Agora, as produções de séries e telenovelas passam a ser sob responsabilidade de uma produtora terceirizada, utilizando também as instalações do CDT da Anhanguera, além de anunciar a sua próxima novela em parceria com a The Walt Disney Company para 2026.                                                                                      |
| 4    | Na GloboNews, Daniela Lima deixa a apresentação do Conexão GloboNews. |
| 4    | A Band adquiriu os direitos de transmissão dos desfiles das escolas de samba do Grupo de Acesso I do Carnaval de São Paulo, substituindo a TV Brasil em um contrato válido para 2026. |
| 9—23 | O BandSports e a CazéTV transmitem os Jogos Pan-Americanos Júnior de 2025. |
| 12   | A Liga Forte União do Futebol Brasileiro (LFU), representada pelos clubes Corinthians, Vasco da Gama, Internacional, Fluminense, Cruzeiro, Botafogo, Cuiabá, Fortaleza, Athletico Paranaense, Goiás, Juventude, América Mineiro, CRB, Avaí, Chapecoense, Ceará, Criciúma, CSA, Figueirense, Londrina, Náutico, Sport, Operário-PR, Tombense e Vila Nova, anunciou a extensão do contrato com a Record e a CazéTV, agora indo até 2029, para as transmissões da primeira divisão do Campeonato Brasileiro de Futebol. |
| 12   | O Grupo Norte de Comunicação anunciou uma parceira de investimentos com o SBT Pará, emissora própria do SBT em Belém do Pará, que passa a se tornar uma afiliada do canal a partir do dia 15, criando uma sociedade com o Grupo Silvio Santos em prol do canal paraense. Com isso, a TV Norte passa a atender toda a região como afiliada do SBT, com exceção do Amapá. |
| 12   | Na ESPN, Mariana Spinelli deixa a apresentação da edição matutina do SportsCenter. |
| 14   | A TV Globo renova os direitos de transmissão dos desfiles das escolas de samba do Grupo Especial do Rio de Janeiro para o triênio 2026-2028. |
| 18   | O SporTV adquiriu os direitos de transmissão dos principais campeonatos da Arábia Saudita como o Campeonato Saudita, a Copa do Rei e a Supercopa pelo quadriênio 2025-2028, transmitindo até três jogos por rodada. O Grupo Bandeirantes de Comunicação (Band e BandSports) e o Canal GOAT também renovaram os direitos de transmissão pelo mesmo período. |
| 18   | Na Band, o Melhor da Tarde ganha um novo cenário e identidade visual. |
| 18   | No SBT, o Fofocalizando ganha um novo cenário. |
| 29   | A Record News transmite a 25.ª edição do Miss Brasil Earth. |

### Setembro
| Data | Evento                                                                                                   |
| ---- | --- |
| 6—14 | O Multishow e o Bis transmitem a 2.ª edição do The Town. A TV Globo exibe compactos dos shows do evento. |

### Outubro
| Data | Evento                                                             |
| ---- | ------------------------------------------------------------------ |
| 27   | A TV Globo e a Unesco promovem a 40.ª edição do Criança Esperança. |

### Novembro
| Data | Evento                                                   |
| ---- | -------------------------------------------------------- |
| 7—8  | O SBT promove a 28.ª edição do Teleton, em prol da AACD. |

### Dezembro
| Data | Evento |
| ---- | --- |
| 30   | Conclusão da terceira etapa do desligamento do sinal analógico no estado do Rio Grande do Sul. O processo foi prorrogado pelo Ministério das Comunicações em razão das consequências causadas pelas enchentes ocorridas em maio de 2024. |
| 31   | A TV Globo e a TV Gazeta transmitem a 100.ª edição da Corrida de São Silvestre. |

### A ser anunciado
| Data      | Evento                                                                                         |
| --------- | ---------------------------------------------------------------------------------------------- |
| A definir | Na TV Globo, Amauri Soares deixa o cargo de diretor-executivo.                                 |
| A definir | Na TV Globo, Leonora Bardini assume o cargo de diretora-executiva, substituindo Amauri Soares. |

## Programas

### Janeiro
- 1.º de janeiro
  - Estreia Cinema 2025 na TV Globo.[162]
  - A Record exibe a primeira parte do documentário Do Rio ao Mar.[163]
  - O SBT exibe o Feriadão SBT – Ano Novo.
- 2 de janeiro — A Record exibe a segunda parte do documentário Do Rio ao Mar.[163]
- 3 de janeiro
  - Termina Cinema 2025 na TV Globo.[162]
  - Termina É Tudo Nosso! no SBT.[164]
- 4 de janeiro — Estreia Pode Entrar no GNT.[165]
- 5 de janeiro
  - Estreia O Residente na Record.[163]
  - Cine Maior tem a sua exibição retomada na Record.[166]
  - Termina a 1.ª temporada do Tô Nessa na TV Globo.[167]
- 6 de janeiro
  - Estreia Iris – Organização Secreta Coreana na Record.[163]
  - Estreia PCC: Poder Secreto na Band.[168]
- 7 de janeiro
  - Estreia BBB: O Documentário na TV Globo.[169]
  - Estreia Grande Sertão na TV Globo.[170]
- 9 de janeiro — Termina PCC: Poder Secreto na Band.
- 10 de janeiro
  - Estreia Crimes Perfeitos: Madeleine McCann na Band.[168]
  - Termina BBB: O Documentário na TV Globo.[169]
  - Termina Grande Sertão na TV Globo.[170]
- 11 de janeiro — Termina Mestres da Air Fryer na Band.[171]
- 12 de janeiro
  - Estreia da 5.ª temporada do The Masked Singer Brasil na TV Globo.[19]
  - Termina Câmera Record na Record.[172]
- 13 de janeiro
  - Estreia da 25.ª temporada do Big Brother Brasil na TV Globo.[173][174]
  - Estreia Flordelis: Em Nome da Mãe na Band.[168]
- 15 de janeiro — A TV Globo exibe o especial Tributo - Renato Aragão.[175]
- 16 de janeiro
  - Estreia da 8.ª temporada do Lady Night na TV Globo.[176]
  - Termina Flordelis: Em Nome da Mãe na Band.[168]
- 17 de janeiro
  - Estreia Coisas Daqui no GNT.[165]
  - Termina Crimes Perfeitos: Madeleine McCann na Band.
- 18 de janeiro — Termina Corpo a Corpo no Viva.[177]
- 19 de janeiro
  - A TV Globo exibe o documentário Léo Batista - A Voz Marcante, lançado em 5 de junho de 2024, em homenagem ao jornalista esportivo morto no mesmo dia.[178]
  - Reestreia Esporte Record na Record.[163]
- 20 de janeiro
  - Estreia Plumas e Paetês no Viva.[177]
  - Estreia Pacto Brutal - O Assassinato de Daniella Perez na Band.[168]
  - Estreia Diogo na Cozinha no GNT.[19][165]
- 21 de janeiro — Estreia Da Manga Rosa no GNT.[165]
- 22 de janeiro
  - Estreia Casa de Verão da Eliana no GNT.[179]
  - Estreia A Reinvenção do Flamengo no SporTV.[180]
- 24 de janeiro — Termina Pacto Brutal - O Assassinato de Daniella Perez na Band.[168]
- 25 de janeiro
  - Termina A Reinvenção do Flamengo no SporTV.[180]
  - Estreia Quero Ser Veg na TV Brasil.[181]
- 27 de janeiro
  - Estreia Romário, o Cara na Band.[168]
  - Estreia Debate Pronto no BandSports.[182]
- 31 de janeiro — Termina Romário, o Cara na Band.[168]

### Fevereiro
- 1.º de fevereiro
  - Estreia Bom Dia Sábado na TV Globo.[19][183]
  - Estreia Chama no Privé na Band.[184]
- 2 de fevereiro — Estreia da 2.ª temporada de Quem Sabe, Ganha! na Univesp TV.[182]
- 3 de fevereiro — Estreia da 12.ª temporada do The Noite com Danilo Gentili no SBT.[185]
- 4 de fevereiro — Estreia da temporada 2025 do Profissão Repórter na TV Globo.
- 6 de fevereiro — Estreia da 4.ª temporada de Carnaval da Sabrina no GNT.[186][187]
- 7 de fevereiro — Termina Carinha de Anjo no SBT.
- 10 de fevereiro — Reestreia História de Amor na TV Globo.[188]
- 11 de fevereiro — Estreia da 4.ª temporada de Pesadelo na Cozinha na Band.[189][190]
- 13 de fevereiro
  - Estreia Dias de Luta na TV Brasil.[191]
  - Estreia Aqueles Dias na TV Cultura.[192]
- 14 de fevereiro
  - Termina Cabocla na TV Globo.[188]
  - A TV Globo exibe no Cinema Especial o filme Deus É Brasileiro, em homenagem ao cineasta Cacá Diegues, morto no mesmo dia.[193]
- 15 de fevereiro — Estreia Rainhas Além da Avenida no GNT.[194][195]
- 21 de fevereiro — Tela de Sucessos tem a sua exibição retomada no SBT.[191]
- 22 de fevereiro — Termina Circo do Tiru no SBT.[196]
- 23 de fevereiro
  - Estreia 26 Já Começou na CNN Brasil.[191]
  - Termina Brooklyn Nine-Nine no SBT.[197]
- 24 de fevereiro — Reestreia Você na TV na RedeTV!.[198]
- 28 de fevereiro — Termina Iris – Organização Secreta Coreana na Record.

### Março
- 1.º de março
  - Termina Cobras & Lagartos no Viva.[199][200]
  - Estreia Filhos da Pátria no Viva.[201]
- 3 de março — Estreia Caras & Bocas no Viva.[199][200]
- 4 de março — O SBT exibe o Feriadão SBT – Carnaval.[202]
- 7 de março
  - Estreia da temporada 2025 do Globo Repórter na TV Globo.[203]
  - Estreia da 9.ª temporada de O Mundo Segundo os Brasileiros na Band.[204]
- 8 de março
  - Estreia A Pracinha no SBT.[197]
  - Estreia Eita Lucas! no SBT.[205]
  - Estreia da 16.ª temporada do Esquadrão da Moda no SBT.[206]
  - O SBT reexibe o documentário Hebe, a Cara da Coragem, transmitido originalmente no dia 18 de setembro de 2024, em homenagem à Hebe Camargo e como um especial de Dia Internacional da Mulher.[207]
  - Termina Filhos da Pátria no Viva.
- 9 de março
  - Estreia da 2.ª temporada de Quem Sabe, Ganha! na TV Cultura.[182]
  - Reestreia The Chosen no SBT.[197]
  - Termina Geral do Povo na RedeTV!.[208]
- 10 de março
  - Estreia Beleza Fatal na Band.[209][210]
  - A TV Globo exibe o especial Falas Femininas.
- 11 de março — Termina UltraPrêmio Show na RedeTV!.[208]
- 14 de março — Termina Meu Caminho é Te Amar no SBT.[211]
- 16 de março
  - A RedeTV! reexibe o João Kléber Show Especial Chacrinha - 100 Anos de Alegria, exibido originalmente em 24 de dezembro de 2017.
  - Termina João Kleber Show na RedeTV!.[212]
- 17 de março
  - Reestreia A Usurpadora no SBT.[213]
  - O SBT exibe o especial Um Gênio Chamado Jô.[214]
  - Estreia da 11.ª temporada de Que Seja Doce no GNT.[19][192]
- 18 de março — Estreia da 7.ª temporada do Que História É Essa, Porchat? no GNT.[19]
- 20 de março — Estreia Eu Não Desisto de Você na TV Brasil.[215]
- 22 de março — Termina Viver a Vida no Viva.[199][200]
- 23 de março — Estreia Para Aqui! na RedeTV!.[212]
- 24 de março — Estreia Celebridade no Viva.[199][200]
- 28 de março — Termina Mania de Você na TV Globo.[216]
- 29 de março
  - Termina Sabadão da Gente na Band.[217]
  - Estreia Mais Um Carnaval na TV Brasil.[218]
- 30 de março
  - Termina a 2.ª temporada de Magnum P.I. na TV Globo.
  - Termina a 5.ª temporada do The Masked Singer Brasil na TV Globo.[219]
  - Estreia Fechamento SporTV no SporTV.[218]
- 31 de março
  - Estreia Vale Tudo na TV Globo.[216][174]
  - Estreia Galvão & Amigos na Band.[220]

### Abril
- 4 de abril — Termina Gênesis na Record.[221]
- 5 de abril
  - Estreia Sabadão de Todos na Band.[217]
  - Estreia Liderança S/A na GloboNews.[222]
- 7 de abril
  - Estreia Neemias na Record.[221]
  - Reestreia Bola na Rede na RedeTV!.[223]
- 10 de abril — Termina a 8.ª temporada do Lady Night na TV Globo.[224]
- 11 de abril — Termina Neemias na Record.[221]
- 14 de abril — Estreia Até Onde Ela Vai na Record.[225]
- 21 de abril
  - Estreia da 8.ª temporada do Conversa com Bial na TV Globo e no GNT.[226]
  - A TV Globo exibe o especial Falas da Terra.[227]
- 22 de abril — Termina a 25.ª temporada do Big Brother Brasil na TV Globo.[174][228]
- 23 de abril — Estreia da 7.ª temporada do Que História É Essa, Porchat? na TV Globo.[224]
- 24 de abril — A TV Globo exibe o Vídeo Show Especial.[19][229]
- 25 de abril
  - A TV Globo exibe o telefilme A Fábrica de Sonhos na Sessão da Tarde em comemoração aos seus 60 anos.[229]
  - Termina Até Onde Ela Vai na Record.[225]
- 26 de abril
  - A TV Globo exibe o Vídeo Game Especial.[229]
  - Termina Volta por Cima na TV Globo.[230][228]
  - Estreia Crush Animal no Multishow.[231][226]
  - A CNN Brasil exibe o especial Conclave – A Sucessão de Francisco.[232]
- 27 de abril
  - Estreia Glória na TV Globo.[233]
  - A Band exibe o especial Um de Nós – Vida e Legado do Papa Francisco.[232]
- 28 de abril
  - Estreia Dona de Mim na TV Globo.[230]
  - A TV Globo exibe o telefilme Coisa de Novela na Sessão da Tarde em comemoração aos seus 60 anos.[229]
  - A TV Globo exibe o Show 60 Anos.[234][235][229]
  - Termina a 21.ª temporada de Malhação no Viva.[200]
- 29 de abril
  - Estreia da 2.ª temporada de Os Outros na TV Globo.
  - Estreia da 3.ª temporada de Encantado's na TV Globo.[236]
  - Termina a 4.ª temporada de Pesadelo na Cozinha na Band.[237]
  - Estreia da 7.ª temporada de Tô de Graça no Multishow.[238][226]
  - Estreia da 7.ª temporada do Power Couple Brasil na Record.[239][240]
  - Estreia da 22.ª temporada de Malhação no Viva.[200]
- 30 de abril — Estreia da 24.ª temporada do Saia Justa no GNT.[241]

### Maio
- 2 de maio
  - A TV Globo reexibe o Show 60 Anos, transmitido originalmente no dia 28 de abril de 2025.[242]
  - A TV Globo exibe o especial Tributo - Walcyr Carrasco.[243]
  - Estreia da 5.ª temporada de Quilos Mortais na Record.[163]
- 4 de maio — Estreia Acelere com o Baú no SBT.[244]
- 5 de maio
  - Estreia Milzão da Felicidade no SBT.[245]
  - Estreia da 11.ª temporada do Papo de Segunda no GNT.[246]
- 6 de maio — Estreia GloboNews Debate na GloboNews.[247]
- 7 de maio
  - Termina Beleza Fatal na Band.[248]
  - A TNT exibe o especial Vai Corinthians!.[249]
- 8 de maio — Estreia Café com Aroma de Mulher na Band.[250][251]
- 9 de maio — A TV Globo exibe o especial Tributo - Glória Menezes.[243]
- 12 de maio — Reestreia A Viagem no Vale a Pena Ver de Novo na TV Globo.[252][253]
- 16 de maio
  - Termina Tieta no Vale a Pena Ver de Novo na TV Globo.[252][253]
  - A TV Globo exibe o especial Tributo - Neusa Borges.[243]
  - Termina Quando me Apaixono no SBT.[254]
- 17 de maio — Termina Cara & Coroa no Viva.[255]
- 18 de maio — Termina Glória na TV Globo.
- 19 de maio — Reestreia Quatro por Quatro no Viva.[255]
- 22 de maio
  - Estreia da 4.ª temporada do De Férias com o Ex Caribe na MTV.[256]
  - Estreia da 3.ª temporada do Panela Quente no GNT.[257]
- 23 de maio — A TV Globo exibe o especial Tributo - Tony Tornado.[243]
- 24 de maio — Estreia Copa Rio, Vira-Latas e o Supermundial na ESPN.[258]
- 25 de maio
  - Termina SBT Agro no SBT.[259]
  - Termina SBT News no SBT.
- 26 de maio
  - Reestreia SBT Manhã no SBT.[260]
  - Reestreia Bom Dia & Cia no SBT.[260]
  - Estreia Bom Dia Esperança no SBT.[260]
  - Estreia SBT Notícias no SBT.[260]
  - Estreia Viva a Tarde na TV Aparecida.[261]
- 27 de maio — Estreia da 11.ª temporada do MasterChef Brasil na Band.[262][263]
- 30 de maio — Estreia da 2.ª temporada do Replay – Da Lama ao Caos no Bis.[264]

### Junho
- 5 de junho
  - Termina a 2.ª temporada de Os Outros na TV Globo.
  - Termina a 3.ª temporada de Encantado's na TV Globo.[236]
- 6 de junho
  - A TV Globo exibe o especial Tributo - Francisco Cuoco.[243]
  - Termina Você na TV na RedeTV!.[265]
- 7 de junho — Termina A Grande Família no Viva.[266]
- 8 de junho — Estreia Love & Dance na Record.[57]
- 9 de junho
  - Estreia Eternamente Apaixonados no SBT.[260][267]
  - Estreia Meu Amor das Estrelas no SBT.[260][267]
  - Estreia Brasil do Povo na RedeTV!.[265]
  - Estreia Além do Tempo no Globoplay Novelas.[266]
  - Termina Chapa Quente no Viva.[266]
  - Termina Escolinha do Professor Raimundo no Viva.[266]
  - Termina Escolinha do Professor Raimundo: Nova Geração no Viva.[266]
  - Termina Tapas & Beijos no Viva.[266]
  - Termina Toma Lá, Dá Cá no Viva.[266]
  - Termina a 22.ª temporada de Malhação no Viva.[200]
- 10 de junho
  - Estreia A Grande Família no Multishow.[268]
  - Estreia Tapas & Beijos no Multishow.[268]
  - Estreia Toma Lá, Dá Cá no Multishow.[268]
- 11 de junho
  - A TV Globo exibe o especial Novela em Sinfonia.[269]
  - Termina a 7.ª temporada do Que História É Essa, Porchat? na TV Globo.[224]
  - Estreia Guerreiros do Sol no Globoplay Novelas.[266]
- 13 de junho
  - A TV Globo exibe o especial Tributo - Dennis Carvalho.[243]
  - Eternamente Apaixonados tem a sua exibição interrompida no SBT.[270]
- 17 de junho — Estreia da 4.ª temporada do Avisa Lá Que Eu Vou no GNT.[271]
- 19 de junho — A TV Globo reexibe o especial Tributo - Francisco Cuoco em homenagem ao ator, morto no mesmo dia.[272]
- 22 de junho
  - Termina The Chosen no SBT.
  - Estreia Nesse Canto Eu Conto no Multishow.[273]
- 27 de junho
  - Termina Garota do Momento na TV Globo.[230][274]
  - A TV Globo exibe o especial Falas de Orgulho.[275]
- 28 de junho — Estreia Mundo da Lua na TV Cultura.[276]
- 29 de junho — Estreia Titãs no SBT.
- 30 de junho
  - Estreia Êta Mundo Melhor! na TV Globo.[230][274]
  - Reestreia Valor da Vida na Band.[277]

### Julho
- 1.º de julho — Estreia da 10.ª temporada do Prêmio Multishow de Humor no Multishow.[278]
- 2 de julho — Estreia da 4.ª temporada do Avisa Lá Que Eu Vou na TV Globo.[271]
- 4 de julho — Termina Força de Mulher na Record.[277]
- 5 de julho — Termina Roque Santeiro no Globoplay Novelas.[199][200]
- 6 de julho
  - Estreia da 1.ª temporada do Aberto ao Público na TV Globo.[279]
  - Termina Programa do João na Band.[280][281]
- 7 de julho
  - Estreia As Filhas da Senhora Garcia no SBT.[282][283]
  - Estreia Paulo, o Apóstolo na Record.[284][277]
  - Reestreia Por Amor no Globoplay Novelas.[285]
- 8 de julho
  - A TV Globo exibe o Som Brasil Apresenta: Jorge Aragão.[286]
  - Estreia O Século do Globo na TV Globo.[287]
- 10 de julho
  - Estreia da 3.ª temporada de This Is Us na TV Globo.[288]
  - Termina a 7.ª temporada do Power Couple Brasil na Record.[289]
- 11 de julho — Termina O Século do Globo na TV Globo.[287]
- 13 de julho
  - Estreia Estilo Arte 1 na Band.[280]
  - Estreia Economia Pra Você na Band.[280]
- 14 de julho
  - Estreia No Alvo no SBT.[290][260][267]
  - Estreia da 2.ª temporada do DOC: Investigação na Record.[291]
  - Estreia Loucos por Novelas no Globoplay Novelas.[292]
  - Estreia Jogo Na Tela na RedeTV!.
- 15 de julho — Estreia da 1ª. temporada do Chef de Alto Nível na TV Globo.[293][294]
- 16 de julho — Estreia da 3.ª temporada de Patrulha das Fronteiras na Record.[163][291]
- 17 de julho — Estreia da 2.ª temporada de Acumuladores na Record.[163][291]
- 18 de julho
  - Estreia Ricos na TV Globo.
  - Termina Meu Amor das Estrelas no SBT.[295]
  - Estreia Cozinha de Alto Nível no GNT.[294]
- 20 de julho — Estreia Game dos 100 na Record.[57]
- 21 de julho
  - Reestreia Maria do Bairro no SBT.[296]
  - Estreia Volte Sempre no Multishow.[297]
  - Estreia da 2.ª temporada de O Dia em que a Minha Vida Mudou no Gloob.[298]
  - Estreia Rapidinhas da Fama na RedeTV!.[299]
- 25 de julho
  - Termina A Usurpadora no SBT.[296]
  - O SBT  exibe o especial Sempre Rir: A História do Palhaço Mais Famoso do Mundo.[300]
- 27 de julho — Termina a 1.ª temporada do Aberto ao Público na TV Globo.[279]
- 28 de julho — Reestreia Casos de Família no SBT.[301][260]

### Agosto
- 1.º de agosto — Termina Tá na Hora no SBT.[296][8]
- 2 de agosto — Termina a 16.ª temporada do Esquadrão da Moda no SBT.[206]
- 4 de agosto
  - Reestreia Aqui Agora no SBT.[296][8]
  - Reestreia Chaves no Multishow.[302]
  - Reestreia Chapolin no Multishow.[302]
- 8 de agosto
  - A TV Globo reexibe o Som Brasil Especial: Arlindo Cruz, transmitido originalmente no dia 16 de setembro de 2011 em homenagem ao cantor, morto no mesmo dia.[303]
  - A TV Cultura reexibe o Ensaio, transmitido originalmente no dia 22 de abril de 2009 em homenagem ao cantor Arlindo Cruz, morto no mesmo dia.[304]
- 9 de agosto
  - Estreia da 11.ª temporada do Bake Off Brasil: Mão na Massa no SBT.[305]
  - Estreia Programa do João no SBT.[306]
- 11 de agosto — Estreia Manhã com Você na RedeTV!.[307]
- 12 de agosto — Termina Guerreiros do Sol no Globoplay Novelas.[308]
- 13 de agosto — Estreia Gilberto Braga: Meu Nome é Novela no Globoplay Novelas.[308]
- 15 de agosto — Termina Gilberto Braga: Meu Nome é Novela no Globoplay Novelas.[308]
- 18 de agosto
  - Estreia Fina Estampa no Globoplay Novelas.[308]
  - Estreia da 9.ª temporada do Lady Night no Multishow.[19][309]
- 19 de agosto — Termina a 4.ª temporada do Avisa Lá Que Eu Vou no GNT.
- 21 de agosto — Termina a 1ª. temporada do Chef de Alto Nível na TV Globo.[293][310]
- 23 de agosto
  - Estreia Pedreiro Top Brasil na Band.[311]
  - Estreia Mestres do Trywall na Band.[311]
- 25 de agosto
  - Estreia da 2.ª temporada de Estrela da Casa na TV Globo.[19]
  - Reestreia Jornal do SBT no SBT.[312]
  - Termina a 2.ª temporada do DOC: Investigação na Record.
- 30 de agosto — Termina Plumas e Paetês no Globoplay Novelas.[313]

### Setembro
- 1.º de setembro
  - Reestreia Terra Nostra na TV Globo.[314][315]
  - Reestreia A Escrava Isaura na Record.[316]
  - Estreia da temporada 2025 do Repórter Record Investigação na Record.[317]
  - Estreia Hipertensão no Globoplay Novelas.[313]
- 2 de setembro — Termina a 11.ª temporada do MasterChef Brasil na Band.[318]
- 3 de setembro — Termina a 4.ª temporada do Avisa Lá Que Eu Vou na TV Globo.
- 5 de setembro
  - Termina História de Amor na TV Globo.[315]
  - Termina A Caverna Encantada no SBT.[319]
- 8 de setembro
  - Repórter Record Investigação tem a sua exibição interrompida na Record.
  - Termina Café com Aroma de Mulher na Band.[251][320]
- 9 de setembro
  - Estreia Cruel Istambul na Band.[320]
  - Estreia da 2.ª temporada do MasterChef Profissionais: Confeitaria na Band.[321]
  - Termina a 9.ª temporada do Lady Night no Multishow.[309]
- 12 de setembro — Termina Paulo, o Apóstolo  na Record.[322]
- 15 de setembro
  - Estreia A Vida de Jó na Record.[322]
  - Estreia da 17.ª temporada de A Fazenda na Record.[239]
- 22 de setembro — A TV Globo exibe o especial Falas de Acesso.
- 24 de setembro — Estreia Infiltrados na Cozinha no GNT.[323][324]

### Outubro
- 7 de outubro — Termina a 2.ª temporada de Estrela da Casa na TV Globo.[19]
- 10 de outubro — Termina A Vida de Jó na Record.[322]
- 15 de outubro — A TV Globo exibe o especial Falas da Vida.
- 17 de outubro — Termina Vale Tudo na TV Globo.[174]
- 20 de outubro — Estreia Três Graças na TV Globo.[325]
- 27 de outubro — Estreia Mãe na Record.[326][322]

### Novembro
- 3 de novembro — Estreia Justiça 2 na TV Globo.[327]
- 11 de novembro — Termina a 2.ª temporada do MasterChef Profissionais: Confeitaria na Band.[321]
- 12 de novembro — Termina Infiltrados na Cozinha no GNT.[324]
- 18 de novembro — Estreia MasterChef Celebridades na Band.[318][321]
- 27 de novembro — A TV Globo exibe o especial Vem que Tem.[328]
- 29 de novembro — Termina Caras & Bocas no Globoplay Novelas.[199][200]

### Dezembro
- 6 de dezembro — Termina Celebridade no Globoplay Novelas.[199][200]
- 13 de dezembro — Termina Além do Tempo no Globoplay Novelas.[266]
- 19 de dezembro — Termina Justiça 2 na TV Globo.[327]
- 23 de dezembro — Termina a 9.ª temporada de O Mundo Segundo os Brasileiros na Band.[204]

### Lançamentos viaplataforma sob demanda
- 2 de janeiro
  - Estreia da 2.ª temporada de Ilhados com a Sogra na Netflix.[329]
  - Estreia Dominó Companheiro no +SBT.[330]
- 9 de janeiro — Estreia da 2.ª temporada de A Pracinha no +SBT.[330]
- 15 de janeiro — Estreia Tributo - Renato Aragão no Globoplay.[175]
- 23 de janeiro — Estreia O Sétimo Rebelde no +SBT.[330]
- 27 de janeiro — Estreia Beleza Fatal na Max.[331]
- 5 de fevereiro — Estreia da 5.ª temporada de Sintonia na Netflix.[332]
- 26 de fevereiro — Estreia da 3.ª temporada de Matches na Max.[333]
- 9 de março — Estreia da 4.ª temporada de A Divisão no Globoplay.[19]
- 20 de março — Estreia Um Gênio Chamado Jô no +SBT.[214]
- 4 de abril
  - Estreia Maria e o Cangaço no Disney+.[334][335]
  - Estreia Até Onde Ele Vai no Univer Video.[336]
- 18 de abril — Estreia da 4.ª temporada de LOL: Se Rir, Já Era! no Prime Video.[337]
- 30 de abril —  Estreia Minha Mãe com Seu Pai no Globoplay.[338]
- 2 de maio — Estreia Tributo - Walcyr Carrasco no Globoplay.[243]
- 8 de maio
  - Estreia da 2.ª temporada de O Picapau Amarelo no +SBT.[339]
  - Estreia Rita Lee: Mania de Você na Max.[340]
- 9 de maio — Estreia Tributo - Glória Menezes no Globoplay.[243]
- 16 de maio — Estreia Tributo - Neusa Borges no Globoplay.[243]
- 22 de maio — Estreia Pablo e Luisão no Globoplay.[19]
- 23 de maio — Estreia Tributo - Tony Tornado no Globoplay.[243]
- 28 de maio — Estreia Paulo, o Apóstolo no Univer Video.[341]
- 4 de junho
  - Estreia a 2.ª temporada de DNA do Crime na Netflix.[342]
  - Estreia da 2.ª temporada de Mal Me Quer na Max.[343]
- 6 de junho — Estreia Tributo - Francisco Cuoco no Globoplay.[243]
- 11 de junho — Estreia Guerreiros do Sol no Globoplay.[344]
- 13 de junho — Estreia Tributo - Dennis Carvalho no Globoplay.[243]
- 25 de junho — Estreia 3.ª temporada de Mal Me Quer na Max.[345]
- 26 de junho — Estreia Raul Seixas: Eu Sou no Globoplay.[346]
- 9 de julho — Estreia Jogo Cruzado no Disney+.[347]
- 10 de julho
  - Estreia da 2.ª temporada de Drag Race Brasil na WOW Presents Plus.[348]
  - Estreia da 3.ª temporada de Rensga Hits! no Globoplay.[19]
- 14 de julho — Estreia Loucos Por Novelas no Globoplay.[292]
- 18 de julho — Estreia Terceira Metade no Globoplay.[349]
- 31 de julho — Estreia O Assassinato do Ator Rafael Miguel na HBO Max.[350]
- 14 de agosto — Estreia Dias Perfeitos no Globoplay.[351]
- 15 de agosto
  - Estreia A Vida de Jó no Univer Video.[352]
  - Estreia A Mulher da Casa Abandonada no Prime Video.[353]
- 20 de agosto — Estreia Pssica na Netflix.[354]
- 29 de agosto —  Estreia Capoeiras no Disney+.[355]
- 31 de agosto — Estreia Máscaras de Oxigênio (não) Cairão Automaticamente na HBO Max.[356]
- 16 de setembro — Estreia Refollow no +SBT.[357]

### A ser anunciado
- Estreia de Volte Sempre na TV Globo.[358]
- Estreia da 2.ª temporada do Aberto ao Público na TV Globo.[359]
- Estreia da 3.ª temporada de Rensga Hits! na TV Globo.
- Exibição do especial Tributo - Susana Vieira na TV Globo.[243]
- Estreia de Ameaça Invisível na Record.[360]
- Estreia de Estranho Amor na Record.[361]
- Estreia da 6.ª temporada do Canta Comigo Teen na Record.[362]
- Reestreia do SBT Repórter no SBT.[283][260]
- Estreia de Namoro na Cozinha no SBT.[363]
- Estreia de A Porta dos Desesperados no SBT.[364]
- Estreia da 5.ª temporada do Fábrica de Casamentos no SBT.[365]
- Estreia da 13.ª temporada de The Voice Brasil no SBT.[366]
- Reestreia de Cara a Cara na Band.[367]
- Estreia de Partiu XV no Gloob.[368]
- Estreia de Poderosas do Cerrado no GNT.[350]
- Estreia de Sua Maravilhosa no GNT.[369]
- Estreia da 2.ª temporada de Admiráveis Conselheiras no GNT.[370]
- Estreia da 4.ª temporada do Túnel do Amor no Multishow.[19]
- Estreia da 13.ª temporada do Vai que Cola no Multishow.[19]
- Estreia de Tributo - Susana Vieira no Globoplay.[243]
- Estreia de Crime Inc. no Globoplay.[371]
- Estreia de Choque de Cultura – A Série no Globoplay.[372]
- Estreia de Disciplina no Globoplay.[371]
- Estreia de G Magazine no Globoplay.[373]
- Estreia de Juntas e Separadas no Globoplay.[374]
- Estreia de Reencarne no Globoplay.[19]
- Estreia de Sócrates Brasileiro no Globoplay.[19]
- Estreia de Vermelho Sangue no Globoplay.
- Estreia da 3.ª temporada de Os Outros no Globoplay.[19]
- Estreia da 4.ª temporada de Arcanjo Renegado no Globoplay.[375]
- Estreia da 6.ª temporada de Sessão de Terapia no Globoplay.[376]
- Estreia de Ângela Diniz: O Crime da Praia dos Ossos na HBO Max.[377]
- Estreia de Véspera na HBO Max.[378]
- Estreia da 2.ª temporada de Cidade de Deus: A Luta Não Para na HBO Max.[379]
- Estreia de Tarã no Disney+.[380]
- Estreia de Uma Garota Comum no Disney+.[381]
- Estreia 2.ª temporada de Amor da Minha Vida no Disney+.[382]
- Estreia de Brasil 70 na Netflix.[383]
- Estreia de Fúria na Netflix.[384]
- Estreia de Os Donos do Jogo na Netflix.[385]

## Emissoras e plataformas

### Fundações
| Data         | Emissora          | Cidade, UF           | Notas | Ref.    |
| ------------ | ----------------- | -------------------- | --- | ------- |
| 10 de junho  | TV Norte Santarém | Santarém, Pará       | Emissora pertencente ao Grupo Norte de Comunicação, afiliada à TV Cultura                                                             | [ 386 ] |
| 16 de agosto | Xsports           | São Paulo, SP        | Canal de televisão aberta voltado aos esportes, pertencente à Kalunga                                                                 | [ 387 ] |
| A definir    | Oeste TV          | São Paulo, SP        | Canal de televisão por assinatura, sendo uma versão televisiva da Revista Oeste                                                       | [ 388 ] |
| A definir    | CNN Brasil Sports | São Paulo, SP        | Canal de televisão por assinatura voltado aos esportes, pertencente ao Novus Mídia/Itasat                                             | [ 389 ] |
| A definir    | SBT News          | Santa Inês, Maranhão | Versão televisiva do portal de notícias que leva o mesmo nome em um joint-venture entre o Grupo Patati Patatá e o Grupo Silvio Santos | [ 390 ] |

### Extinções
| Data           | Emissora            | Cidade, UF           | Notas | Ref.                |
| -------------- | ------------------- | -------------------- | --- | ------------------- |
| 9 de janeiro   | RTN TV              | São Paulo, SP        | Após quase dois anos, a emissora encerrou as suas atividades por motivos desconhecidos, com a TV A Crítica, então afiliada, assumindo as retransmissoras do canal nos locais em que esteve disponível. As redes sociais da estação foram assumidas pela TVC, emissora local de Belém, então afiliada à TV Cultura          | [carece de fontes?] |
| 6 de fevereiro | Discovery+          | —                    | O serviço de streaming foi descontinuado após a Warner Bros. Discovery concluir o processo de fusão com a Max, migrando todo o conteúdo produzido pelo Discovery para a plataforma | [ 391 ]             |
| 1.º de março   | BabyTV              | São Paulo, SP        | Os canais foram extintos após a decisão da The Walt Disney Company de centralizar exclusivamente todo o seu conteúdo (com exceção dos canais ESPN por cumprimento dos direitos de transmissão dos eventos esportivos adquiridos) na plataforma de streaming Disney+, além da queda constante de audiência nos últimos anos | [ 392 ]             |
| 1.º de março   | Cinecanal           | São Paulo, SP        | Os canais foram extintos após a decisão da The Walt Disney Company de centralizar exclusivamente todo o seu conteúdo (com exceção dos canais ESPN por cumprimento dos direitos de transmissão dos eventos esportivos adquiridos) na plataforma de streaming Disney+, além da queda constante de audiência nos últimos anos | [ 392 ]             |
| 1.º de março   | Disney Channel      | São Paulo, SP        | Os canais foram extintos após a decisão da The Walt Disney Company de centralizar exclusivamente todo o seu conteúdo (com exceção dos canais ESPN por cumprimento dos direitos de transmissão dos eventos esportivos adquiridos) na plataforma de streaming Disney+, além da queda constante de audiência nos últimos anos | [ 392 ]             |
| 1.º de março   | FX                  | São Paulo, SP        | Os canais foram extintos após a decisão da The Walt Disney Company de centralizar exclusivamente todo o seu conteúdo (com exceção dos canais ESPN por cumprimento dos direitos de transmissão dos eventos esportivos adquiridos) na plataforma de streaming Disney+, além da queda constante de audiência nos últimos anos | [ 392 ]             |
| 1.º de março   | National Geographic | São Paulo, SP        | Os canais foram extintos após a decisão da The Walt Disney Company de centralizar exclusivamente todo o seu conteúdo (com exceção dos canais ESPN por cumprimento dos direitos de transmissão dos eventos esportivos adquiridos) na plataforma de streaming Disney+, além da queda constante de audiência nos últimos anos | [ 392 ]             |
| 1.º de março   | Star Channel        | São Paulo, SP        | Os canais foram extintos após a decisão da The Walt Disney Company de centralizar exclusivamente todo o seu conteúdo (com exceção dos canais ESPN por cumprimento dos direitos de transmissão dos eventos esportivos adquiridos) na plataforma de streaming Disney+, além da queda constante de audiência nos últimos anos | [ 392 ]             |
| 26 de maio     | Canais Globo        | Rio de Janeiro, RJ   | O serviço foi descontinuado após a decisão do Grupo Globo de unificar todo o conteúdo dos canais pagos lineares para o Globoplay, oferecendo aos assinantes das operadoras de televisão por assinatura e provedores de internet parceiros o Plano Premium da plataforma                                                    | [ 393 ]             |
| 6 de agosto    | Ideal TV            | São Paulo, SP        | Após 11 anos e onze meses de seu relançamento substituindo a MTV Brasil pela Abril Radiodifusão, a Kalunga decidiu não seguir com as transmissões do canal nas parabólicas (diferente do que fez com o lançamento da Loading), em favor da Xsports                                                                         | [carece de fontes?] |
| A definir      | Rede Mais Família   | Santa Inês, Maranhão | A emissora será extinta após cinco anos para dar lugar a versão televisiva do portal SBT News em um sistema de joint-venture entre o Grupo Patati Patatá e o Grupo Silvio Santos | [ 390 ]             |

### Rebrandings
| Data            | Emissora                   | Cidade, UF                              | Notas                                  | Ref.                |
| --------------- | -------------------------- | --------------------------------------- | -------------------------------------- | ------------------- |
| 1.º de janeiro  | TV Capixaba                | Vila Velha, Espírito Santo              | Passa a se chamar TV SIM               | [ 394 ] [ 395 ]     |
| 1.º de janeiro  | TV SIM (Cachoeiro)         | Cachoeiro de Itapemirim, Espírito Santo | Passa a se chamar TV Foz               | [carece de fontes?] |
| 6 de janeiro    | Ulbra TV                   | Porto Alegre, Rio Grande do Sul         | Passa a se chamar MultiRS              | [ 396 ]             |
| 3 de fevereiro  | SBT Interior               | Araçatuba, São Paulo                    | Passa a se chamar TH+ SBT Interior     | [ 397 ] [ 398 ]     |
| 10 de fevereiro | TV Thathi                  | Ribeirão Preto, São Paulo               | Passa a se chamar TH+ TV               | [ 398 ]             |
| 10 de fevereiro | TV Thathi Campinas         | Campinas, São Paulo                     | Passa a se chamar TH+ Record Campinas  | [ 398 ]             |
| 10 de fevereiro | TV Thathi Litoral          | São Vicente, São Paulo                  | Passa a se chamar TH+ Band Litoral     | [ 398 ]             |
| 10 de fevereiro | TV Thathi Vale             | São José dos Campos, São Paulo          | Passa a se chamar TH+ SBT Vale         | [ 398 ]             |
| 12 de março     | TV Manaíra                 | João Pessoa, Paraíba                    | Passa a se chamar TV Norte Paraíba     | [ 399 ]             |
| 13 de março     | Record News Espírito Santo | Cachoeiro de Itapemirim, Espírito Santo | Passa a se chamar TV Capixaba          | [carece de fontes?] |
| 14 de abril     | TV Universo                | Niterói, Rio de Janeiro                 | Passa a se chamar TV Cultura Rio       | [ 400 ]             |
| 22 de abril     | TV Colinas                 | Colinas do Tocantins, Tocantins         | Passa a se chamar TV Norte Colinas     | [carece de fontes?] |
| 26 de abril     | Record News Tocantins      | Palmas, Tocantins                       | Volta a se chamar TV Cristal           | [carece de fontes?] |
| 6 de maio       | Record Cabrália            | Itabuna, Bahia                          | Passa a se chamar Record Bahia Itabuna | [carece de fontes?] |
| 29 de maio      | TV Globo Brasília          | Brasília, Distrito Federal              | Passa a se chamar TV Globo DF          | [carece de fontes?] |
| 6 de junho      | TV Guará                   | São Luís, Maranhão                      | Passa a se chamar Record News Maranhão | [carece de fontes?] |
| 9 de junho      | Viva                       | Rio de Janeiro, RJ                      | Passa a se chamar Globoplay Novelas    | [ 266 ]             |
| 13 de junho     | TV Jalapão                 | Palmas, Tocantins                       | Passa a se chamar TV Meio Palmas       | [carece de fontes?] |
| 16 de junho     | ZooMoo Kids                | —                                       | Passa a se chamar DumDum               | [ 401 ]             |
| 16 de junho     | TV Rio Parnaíba            | Barão de Grajaú, Maranhão               | Passa a se chamar TV Conecta Piauí     | [carece de fontes?] |
| 7 de julho      | Nosso Futebol              | São Paulo, SP                           | Passa a se chamar SportyNet            | [ 402 ]             |
| 9 de julho      | Max                        | —                                       | Volta a se chamar HBO Max              | [ 403 ]             |
| 11 de agosto    | TV Sudoeste                | Pato Branco, Paraná                     | Passa a se chamar TV Celinauta         | [carece de fontes?] |
| 14 de agosto    | PlayPlus                   | São Paulo, SP                           | Passa a se chamar RecordPlus           | [ 404 ] [ 405 ]     |

### Trocas de afiliação
| Data            | Emissora              | Cidade, UF                      | Afiliação anterior | Afiliação nova | Notas | Ref.                    |
| --------------- | --------------------- | ------------------------------- | ------------------ | -------------- | --- | ----------------------- |
| 1.º de janeiro  | TV Tribuna            | Vitória, Espírito Santo         | SBT                | Band           | Após um imbróglio judicial de dois anos entre o Grupo Silvio Santos e a Rede Tribuna com a decisão da emissora paulista de não renovar com o canal capixaba alegando o sucateamento das transmissões digitais e o seu processo de recuperação financeira, as duas partes chegaram a um acordo, com a emissora do Grupo Nassau passando a retransmitir o sinal da Band, a exemplo da filial pernambucana, enquanto que o SBT passaria a ser transmitido pela TV SIM, conforme já havia sido acertado em maio de 2023, encerrando uma parceria de 38 anos entre as duas partes. Já a emissora do Grupo Sá Cavalcante encerra uma parceria de 39 anos com a emissora do Morumbi, formando uma joint venture com a Rede SIM pela transmissão do SBT, o que ocasionaria no "fim" da TV Capixaba | [ 394 ] [ 395 ]         |
| 1.º de janeiro  | TV Capixaba           | Vila Velha, Espírito Santo      | Band               | SBT            | Após um imbróglio judicial de dois anos entre o Grupo Silvio Santos e a Rede Tribuna com a decisão da emissora paulista de não renovar com o canal capixaba alegando o sucateamento das transmissões digitais e o seu processo de recuperação financeira, as duas partes chegaram a um acordo, com a emissora do Grupo Nassau passando a retransmitir o sinal da Band, a exemplo da filial pernambucana, enquanto que o SBT passaria a ser transmitido pela TV SIM, conforme já havia sido acertado em maio de 2023, encerrando uma parceria de 38 anos entre as duas partes. Já a emissora do Grupo Sá Cavalcante encerra uma parceria de 39 anos com a emissora do Morumbi, formando uma joint venture com a Rede SIM pela transmissão do SBT, o que ocasionaria no "fim" da TV Capixaba | [ 394 ] [ 395 ]         |
| 27 de fevereiro | TVC Belém             | Belém, Pará                     | TV Cultura         | TV A Crítica   | Após três anos retransmitindo a programação do canal paulista, a estação optou por transmitir o canal amazonense, sendo que a emissora paraense passou a assumir as redes sociais da extinta RTN TV, com a rede do Grupo Calderaro assumindo as transmissoras destes | [carece de fontes?]     |
| 22 de abril     | TV Norte Colinas      | Colinas do Tocantins, Tocantins | Rede Meio          | SBT            | Ao mesmo tempo em que assumiu uma nova identidade, a emissora encerrou quatro anos de afiliação com a rede piauiense, migrando para o SBT | [carece de fontes?]     |
| 26 de abril     | TV Cristal            | Palmas, Tocantins               | Record News        | TV A Crítica   | Após 7 anos, a emissora tocantinense decide encerrar a sua afiliação com o canal de noticias do Grupo Record, passando a retransmitir a emissora amazonense | [carece de fontes?]     |
| 5 de maio       | TVCI                  | Paranaguá, Paraná               | TV Pai Eterno      | Independente   | Após 6 anos, a emissora paranaense decide deixar de transmitir a programação da rede católica e volta a se tornar independente. A mudança não afeta as retransmissoras do canal do Grupo RCI, uma vez que estas foram cedidas à Associação Filhos do Pai Eterno (AFIPE), que seguem com a transmissão da estação | [ 406 ]                 |
| 24 de maio      | TV Verde Vale         | Juazeiro do Norte, Ceará        | Independente       | TV Cultura     | Após quase 8 anos com programação independente desde o fim da parceria com a NGT, o canal fechou acordo para retransmitir a programação da TV Cultura | [carece de fontes?]     |
| 6 de junho      | TV Guará              | São Luís, Maranhão              | TV Cultura         | Record News    | Após quase 4 anos, a emissora maranhense optou por deixar de transmitir a programação do canal paulista e volta a retransmitir a programação da emissora de notícias do Grupo Record, além de alterar seu nome para Record News Maranhão | [carece de fontes?]     |
| 12 de junho     | TV Castanhal          | Castanhal, Pará                 | Rede Brasil        | TV A Crítica   | Após três anos retransmitindo a rede sul-matogrossense, o canal fechou acordo para retransmitir a programação da emissora amazonense | [carece de fontes?]     |
| 8 de julho      | TV Goiânia            | Goiânia, Goiás                  | Rede Meio          | Canal UOL      | Após 1 ano e três meses de afiliação, o canal goiano decidiu rescindir o contrato com a emissora piauiense e fechar parceria com a estação pertencente ao Universo Online, que visa expandir seu sinal para a televisão aberta | [ 407 ]                 |
| 28 de julho     | TV Paraná Turismo     | Curitiba, Paraná                | TV Brasil          | Independente   | Após quatro anos da retomada da parceria com a emissora da Empresa Brasil de Comunicação (EBC), o canal do governo paranaense anunciou a recisão do contato com a estação federal visando criar uma programação própria | [ 408 ]                 |
| 1.º de agosto   | TV Conecta Piauí      | Barão de Grajaú, Maranhão       | SBT                | Rede Meio      | Após quase dois anos, a emissora maranhense decide encerrar a sua afiliação com a rede paulista, passando a retransmitir a emissora piauiense | [carece de fontes?]     |
| 19 de agosto    | TV Jovem              | Itupiranga, Pará                | RedeTV!            | TV A Crítica   | Após um ano de afiliação, a emissora paraense decide encerrar o contrato com a rede paulista, passando a retransmitir a emissora amazonense | [carece de fontes?]     |
| A definir       | TV Fronteira Paulista | Presidente Prudente, São Paulo  | TV Globo           | A definir      | Após 31 anos de afiliação, a emissora carioca decidiu não renovar o contrato de afiliação com o canal prudentino após acusações de uso político pelo proprietário da estação e então candidato à prefeito de Presidente Prudente, Paulo César de Oliveira Lima (PSB), durante as eleições municipais de 2024, além das repercussões negativas sobre as suas declarações enquanto pré-candidato nos intervalos comerciais. Com isso, a TV TEM Bauru passa a assumir a afiliação com a Globo através de repetidoras na área de cobertura da Fronteira | [ 409 ] [ 410 ] [ 411 ] |

## Mortes
| Data            | Nome                                     | Idade      | Notas | Ref.            |
| --------------- | ---------------------------------------- | ---------- | --- | --------------- |
| 4 de janeiro    | William Kermes                           | [ nota 1 ] | Cinegrafista. Trabalhou na Rede Cidade e Rede Amazônica Boa Vista | [ 412 ]         |
| 19 de janeiro   | Léo Batista                              | 92         | Jornalista, dublador e locutor. Foi apresentador do Telejornal Pirelli na TV Rio entre 1955 e 1968, além de compor a equipe esportiva da TV Globo entre 1970 e 2024, assumindo também as apresentações eventuais do Globo Esporte, Jornal Hoje, Esporte Espetacular e do Fantástico                                                  | [ 413 ]         |
| 29 de janeiro   | Gil Mansur                               | 71         | Empresário. Foi diretor-presidente e fundador da VTV, afiliada ao SBT em Santos, SP | [ 414 ]         |
| 31 de janeiro   | Ivan Zimmermann                          | 64         | Narrador e jornalista. Compôs a primeira equipe esportiva da ESPN e teve passagem no BandSports entre 2003 e 2016 | [ 415 ]         |
| 9 de fevereiro  | Maria Leonor Saad                        | 76         | Empresária. Foi diretora da Band e uma das herdeiras do Grupo Bandeirantes de Comunicação | [ 416 ]         |
| 11 de fevereiro | Gil Dillon                               | 75         | Radialista. Na televisão, trabalhou na TV Aratu | [ 417 ]         |
| 14 de fevereiro | Cacá Diegues                             | 84         | Cineasta. Foi produtor da série Nossa Amazônia na Band, supervisor da série Mais Vezes Favela no Multishow e dirigiu a série Material Bruto no Canal Brasil | [ 418 ] [ 419 ] |
| 17 de fevereiro | Carlos Miranda                           | 91         | Ex-ator e tenente-coronel. Seu único trabalho na televisão foi na série O Vigilante Rodoviário, da Rede Tupi | [ 420 ]         |
| 21 de fevereiro | Amélia Bittencourt                       | 86         | Atriz. Trabalhos notáveis incluem Grande Teatro Tupi, A Indomada, Avenida Brasil, Verdades Secretas, Velho Chico e Haja Coração | [ 421 ]         |
| 4 de março      | Klaus Hee                                | 50         | Ator e modelo. Trabalhos notáveis incluem TV Animal, Passa ou Repassa e A Praça é Nossa | [ 422 ]         |
| 16 de março     | Salomão Ésper                            | 95         | Jornalista. Foi apresentador do Titulares da Notícia na Band entre 1970 e 1977, além do Jogo da Verdade na TV Cultura em 1982 | [ 423 ]         |
| 18 de março     | Wlamir Marques                           | 87         | Jogador e comentarista esportivo. Teve passagens pela TV Globo entre 1982 e 1984, Rede Manchete entre 1984 e 1996, e pela ESPN entre 2002 e 2025 | [ 424 ]         |
| 20 de março     | Daniel Sabbá                             | 70         | Surfista e apresentador. Na televisão, apresentou os programas Sabba Show na Band e na Rede CNT | [ 425 ]         |
| 2 de abril      | Wanda Chase                              | 74         | Jornalista. Teve passagens pela Rede Manchete, TV Cabo Branco, TV Globo Pernambuco e TV Bahia | [ 426 ]         |
| 7 de abril      | Eduardo Francisco Sales                  | 41         | Figurinista. Foi produtor no SBT | [ 427 ]         |
| 20 de abril     | José Elias Tajra                         | 90         | Empresário. Foi fundador da TV Antena 10, afiliada à Record em Teresina, Piauí | [ 428 ]         |
| 24 de abril     | Lúcia Alves                              | 76         | Atriz. Trabalhos notáveis incluem Enquanto Houver Estrelas, Irmãos Coragem, Bicho do Mato, Carinhoso, Helena, Malu Mulher, Plumas & Paetês, Jogo da Vida, Ti Ti Ti, Kananga do Japão, Barriga de Aluguel, Tropicaliente e Uma Rosa com Amor                                                                                          | [ 429 ]         |
| 2 de maio       | Milena Brandão                           | 11         | Atriz. Trabalhos notáveis incluem Sintonia e A Infância de Romeu e Julieta | [ 430 ]         |
| 10 de maio      | Jaílson da Silva (Madruguinha do Brasil) | 62         | Humorista. Era integrante do The Noite com Danilo Gentili | [ 431 ]         |
| 11 de maio      | Valmir de Freitas                        | 60         | Empresário e radialista. Foi proprietário da TV Norte Colinas | [ 432 ]         |
| 19 de maio      | Marcelo Pacífico                         | 51         | Radialista. Na televisão, teve passagens na TV Integração Juiz de Fora e na TV Alterosa | [ 433 ]         |
| 21 de maio      | Dorinha Duval                            | 96         | Atriz e humorista. Trabalhos notáveis incluem Retrospectiva do Teatro Brasileiro, TV de Comédia, Doce Lar Teperman, Noites Cariocas, Noite de Gala, Garson Garante o Domingo, Adoro a Dora, My Fair Show, Times Square Show, Irmãos Coragem, Minha Doce Namorada, Selva de Pedra e Sítio do Picapau Amarelo                          | [ 434 ]         |
| 25 de maio      | Mônica Vital                             | 59         | Humorista. Trabalhos notáveis incluem Pânico na TV e Pânico na Band | [ 435 ]         |
| 18 de junho     | Paulo César Ferreira                     | 88         | Jornalista e empresário. Na televisão, foi diretor da TV Globo e da TV Globo Pernambuco, além de ser um dos responsáveis pela implantação da NET | [ 436 ]         |
| 19 de junho     | Francisco Cuoco                          | 91         | Ator. Trabalhos notáveis incluem Grande Teatro Tupi, A Morta Sem Espelho, Banzo, Redenção, Sangue do Meu Sangue, O Cafona, Selva de Pedra, Pecado Capital, O Astro, Os Gigantes, Eu Prometo, O Outro, O Salvador da Pátria, Deus nos Acuda, Tropicaliente, Malhação, Cobras & Lagartos, A Vida da Gente, Boogie Oogie e Sol Nascente | [ 437 ]         |
| 19 de junho     | Gilson Faria                             | 66         | Jornalista e narrador esportivo. Teve passagens na TV Cultura do Pará, RBA TV, TV Liberal Belém e Premiere, na terceira sendo o principal locutor das transmissões do Círio de Nazaré entre 1995 e 2005 | [ 438 ] [ 439 ] |
| 27 de junho     | Ruy Carlos Ostermann                     | 90         | Jornalista. Teve passagem na RBS TV em 1978, no SporTV entre 2007 e 2023, além de ter sido presidente do conselho deliberativo da TVE RS entre 1995 e 2001 | [ 440 ]         |
| 30 de junho     | Silvio Pozatto                           | 68         | Ator. Trabalhos notáveis incluem Roque Santeiro, Abolição, Pantanal, A, E, I, O... Urca e Paraíso Tropical | [ 441 ]         |
| 6 de julho      | Luiz Flávio de Brito                     | 51         | Jornalista. Era apresentador da TV Nova Japi | [ 442 ]         |
| 11 de julho     | Maria Augusta Rodrigues                  | 83         | Carnavalesca. Na televisão, foi comentarista do desfile das escolas de samba do Rio de Janeiro na TV Globo, Rede Manchete, Band e Rede CNT | [ 443 ]         |
| 14 de julho     | Alessandro Maluf                         | 47         | Empresário. Foi diretor de produtos da Claro TV+, além de ter sido gerente de marketing da NET | [ 444 ]         |
| 18 de julho     | Sílvio Roberto Coelho                    | 84         | Empresário. Foi sócio-proprietário da TV Aratu, afiliada do SBT na Bahia, entre 1992 e 2024 | [ 445 ]         |
| 20 de julho     | Preta Gil                                | 50         | Atriz e cantora. Trabalhos notáveis incluem Agora É que São Elas, Caixa Preta, Caminhos do Coração, Os Mutantes: Caminhos do Coração, Vai e Vem, Esquenta!, Domingão com Huck e TVZ | [ 446 ]         |
| 28 de julho     | Marcelo Beraba                           | 74         | Jornalista. Na televisão trabalhou na TV Globo como repórter | [ 447 ]         |
| 2 de agosto     | Maurício Silveira                        | 48         | Ator. Trabalhos notáveis incluem Cobras & Lagartos, Insensato Coração, Faça Sua História, Balacobaco e Reis | [ 448 ]         |
| 4 de agosto     | Bob Floriano                             | 64         | Jornalista e locutor. Na televisão, foi apresentador do Jornal da Record, entre 1991 e 1992 e do Fala Brasil entre 1998 e 2000 | [ 449 ]         |
| 8 de agosto     | Arlindo Cruz                             | 66         | Cantor e compositor. Foi o autor da campanha Samba da Globalização, lançada pela TV Globo em 2008 e usado até 2012, além de ter sido membro fixo do Esquenta! entre 2011 e 2017 | [ 450 ]         |
| 13 de agosto    | Fabio Conti                              | 42         | Jornalista. Na televisão trabalhou na TV SOL | [ 451 ]         |
| 17 de agosto    | Marcelo Bianconi                         | 69         | Jornalista. Teve passagens na Band, ESPN, TV Globo, TV Cultura, RedeTV! e TV Câmara de Mococa | [ 452 ]         |